# Рогалёв, Николай Дмитриевич
Никола́й Дми́триевич Рогалёв (род. 17 февраля 1962, Уруссу, Татарская АССР, РСФСР, СССР) — советский и российский учёный-энергетик, доктор технических наук (1999), профессор (2005), ректор НИУ «МЭИ», заведующий кафедрой тепловых электрических станций (ТЭС) НИУ «МЭИ».

## Биография
Родился 17 февраля 1962 года в Уруссу Татарской АССР.
В 1985 году окончил теплоэнергетический факультет МЭИ. В 1988 году защитил кандидатскую диссертацию, а в 1998 году — докторскую диссертацию (на тему «Экологические технологии в теплоэнергетике»). Стажировался (ведущий исследователь) в Институте инноваций, креативности и капитала Университета Техаса (США, 1996 г.), исследователь по обмену (visiting scholar) Университета Техаса в г. Остин, США (1994, 1997).
К сфере научных интересов Н. Д. Рогалёва относятся научные, технологические и экономические проблемы топливно-энергетического комплекса, технологического трансфера и коммерциализации технологий, проблемы образования.
В 2001 году Н. Д. Рогалёв возглавил кафедру экономики промышленности и организации предприятий НИУ «МЭИ» (ныне кафедра Экономики в энергетике и промышленности, ЭЭП). Под его руководством на кафедре были развёрнуты исследования в областях экономики и управления топливно-энергетического комплекса, а также коммерциализации технологий и развития инновационной деятельности в университетах. В 2003—2007 гг. он работал также проректором МЭИ по инновационной деятельности.
С 15 марта 2013 года на Н. Д. Рогалёва приказом Минобрнауки РФ от 13 марта 2013 г. было возложено исполнение обязанностей ректора НИУ «МЭИ». 27 июня 2013 года конференция коллектива МЭИ, проходившая во Дворце культуры МЭИ, избрала Н. Д. Рогалёва на должность ректора НИУ «МЭИ» (он получил поддержку 87 % делегатов).
Как отмечал Н. Д. Рогалёв на своей пресс-конференции 27 марта 2014 года, подводя итоги первого года своей работы в качестве ректора МЭИ, вуз в 2013 году впервые в новейшей истории пришёл к бездефицитному бюджету. По итогам года университет — также впервые — был включён в рейтинг 100 лучших вузов стран-членов БРИКС. Руководство университета представило разработанную им среднесрочную программу развития МЭИ до 2018 года.
В 2014 году в рамках проходивших в Бишкеке юбилейных мероприятий по поводу 60-летия Киргизского государственного технического университета Н. Д. Рогалёву было присвоено звание почётного профессора КГТУ.

## Санкции
6 марта 2022 года после вторжения России на Украину подписал письмо в поддержу российской агрессии. С 9 июня 2022 года находится под персональными санкциями Украины за поддержку войны. Также был внесён ФБК в список коррупционеров и разжигателей войны за поддержку нападения на Украину, 16 марта 2022 года форумом свободной России внесён в «Список Путина» и доклад «поджигателей войны» с предложением введения против него международных санкций.
20 мая 2025 года включён в санкционный список стран Евросоюза:

Он активно участвует в акции «Университеты - фронту!», которую координирует Минобрнауки России/ В рамках этой акции российские вузы направляют материальную помощь российским военным, участвующим в агрессивной войне против Украины. МЭИ участвует в этой акции. Его студенты и сотрудники передают солдатам снаряжение (рюкзаки, бронежилеты, тактические аптечки и носилки). В экспериментальной лаборатории института были изготовлены сапёрное снаряжение и печки для солдат, которые были отправлены военным на фронт. Таким образом, как ректор МЭИ, Рогалёв поддерживает и осуществляет действия или политику, которые подрывают или угрожают территориальной целостности, суверенитету и независимости Украины.— «Официальный журнал Европейского союза», Брюссель, 20 мая 2025 года

## Награды
- Медаль ордена «За заслуги перед Отечеством» II степени (11 мая 2021) — за большой вклад в развитие топливно-энергетического комплекса и многолетнюю добросовестную работу
- Медаль «За укрепление боевого содружества» (2018)
- Медаль «Трудовая слава» III степени Министерства энергетики Российской Федерации (2018)
- Памятная медаль «В память о 700-летии со дня рождения преподобного Сергия Радонежского» (12 марта 2015)[16]
- Орден Дружбы Социалистической Республики Вьетнам (2014)[17]
- Премия Правительства Российской Федерации в области образования (2011)
- Медаль «За заслуги в области экологии им. Н. К. Рериха» Международной академии наук экологии, безопасности человека и природы (2011)
- Премия Правительства Российской Федерации 2008 года в области науки и техники (10 марта 2009) — за разработку и реализацию комплексных региональных программ энергосбережения и энергоресурсоэффективности Республики Татарстан и г. Москвы
- Медаль «За заслуги перед высшей школой» Академии наук высшей школы Российской Федерации (2009)
- Медаль «За доблестный труд» Правительства Москвы (2006)
- Медаль «Честь и польза» Фонда «Меценаты столетия» (2006)
- Почётное звание «Заслуженный работник ЕЭС России» (2005)

- Почётная грамота Министерства топлива и энергетики Российской Федерации (2000)

- Заслуженный работник высшей школы Российской Федерации
- Почётная грамота Президента Российской Федерации (17 апреля 2025 года) — за заслуги в подготовке высококвалифицированных специалистов, научно-педагогической деятельности и многолетнюю добросовестную работу[18].

## Семья
Сын Н. Д. Рогалёва — Рогалёв Андрей Николаевич; окончил Институт проблем энергетической эффективности (ИПЭЭф) МЭИ, доктор технических наук, сотрудник ЗАО «ЭСКоТек»; лауреат премии Правительства России в области науки и техники для молодых учёных за 2013 год.

## Публикации
- Рогалёв Н. Д.  Технологические инновации в техническом университете. — М.: Издательский дом МЭИ, 1997. — 316 с. — ISBN 5-7046-0212-6.
- Рогалёв Н. Д., Фёдоров В. А., Фёдоров Е. А.  Экономические и технологические основы энергоэффективного производства электроэнергии и тепла с использованием турбин малой и средней мощности. — М.: Издательский дом МЭИ, 2003. — 102 с. — ISBN 5-7046-0933-3.
- Университеты в современном мире: модели образования, организации научных исследований, технологических инноваций / А. В. Клименко, Н. Д. Рогалёв; Междунар. акад. наук высш. шк. — М. : Изд-во МЭИ, 2005. — 41, [1] с. : табл.; 21 см; ISBN 5-7046-1251-2
- Бучнев О. А., Рогалёв Н. Д.  Топливно-энергетический комплекс: проблемы развития и организации инновационной деятельности. — М.: Издательский дом МЭИ, 2008. — 36 с. — ISBN 978-5-383-00323-7.
- Рогалёв Н. Д., Зубкова А. Г., Мастерова И. В., Курдюкова Г. Н., Бологова В. В., Пономарёва О. Ю., Шувалова Д. Г., Синицина Е. Я., Кетоева Н. Л.  Экономика энергетики: учебник для вузов / Под ред. Н. Д. Рогалёва. — М.: Изд-во МЭИ, 2011. — 320 с. — ISBN 978-5-383-00324-4.
- Зарянкин А. Е., Рогалёв Н. Д., Рогалёв А. Н., Гаранин И. В., Осипов С. К., Григорьев Е. Ю.  Регулирующие клапаны и решётки для первых ступеней турбин с ультрасверхкритическими параметрами пара // Теплоэнергетика. — 2016. — № 6. — С. 44—52.